# Louis Terreaux
Louis Terreaux (* 7. November 1921 in Chambéry; † 3. März 2015) war ein französischer Romanist und Literaturwissenschaftler.

## Leben und Werk
Terreaux studierte in Grenoble (Abschluss 1942). Dann war er Gymnasiallehrer in Saint-Pol-sur-Ternoise, Évreux, sowie an verschiedenen Schulen in Paris. 1949 bestand er die Agrégation de grammaire. Von 1959 bis 1970 lehrte er an der Universität Poitiers. 1967 habilitierte er sich an der Sorbonne bei Raymond Lebègue und Robert-Léon Wagner mit den beiden Thèses Ronsard correcteur de ses œuvres. Les variantes des „Odes“ et des deux premiers livres des „Amours“ (Genf, Droz, 1968) und (Hrsg.) Jean Bertaut, Recueil de quelques vers amoureux (Paris, M. Didier, 1970) und übernahm 1970 den Lehrstuhl für Französisch (Mittelalter und Renaissance) der im Aufbau befindlichen Universität Savoyen in Chambéry (davon 12 Jahre als Dekan). Mit Franco Simone und Lionello Sozzi gründete er das Centre d'études franco-italien/Centra di Studi Franco-Italiano der Universitäten Turin und Savoyen, das einen französisch-italienischen Hochschulabschluss ermöglicht. 1975 wurde er Mitglied der seit 1820 bestehenden Académie de Savoie und war von 2002 bis 2012 ihr Präsident. Er war Korrespondierendes Mitglied der Accademia delle Scienze di Torino. Von 1977 bis 1989 war er Bürgermeister der Gemeinde Saint-Jeoire-Prieuré. Terreaux war Ritter der Ehrenlegion.

## Weitere Werke (Herausgebertätigkeit)
- Saint-Simon, Mémoires, Paris, Hachette, 1951 (Classiques illustrés Vaubourdolle 72).
- L’oeuvre de Ronsard, Paris, Hachette, 1953, 1955, 1959, 1966.
- Ronsard, Poésies, Paris, Hachette, 1960, (Einleitung von Marcel Brion).
- Joachim du Bellay, La deffence et illustration de la langue francoyse, Paris, Bordas, 1972.
- Culture et pouvoir au temps de l’Humanisme et de la Renaissance, Paris, Champion, 1978.
- (mit Gianni Mombello und Lionello Sozzi) Culture et pouvoir dans les États de Savoie du XVIIe siècle à la Révolution, Genf, Slatkine, 1985.
- (mit Lionello Sozzi) L’alimentazione negli Stati sabaudi = L’alimentation dans les Etats de Savoie, Genf, Slatkine, 1989.
- (mit Dario Cecchetti und Lionello Sozzi) L’aube de la Renaissance, Genf, Slatkine, 1991 (Gedenkschrift Franco Simone).
- Histoire de la littérature savoyarde, Montmélian, La Fontaine de Siloé, 2011.